# 稲川村
稲川村（いながわむら）は、かつて山形県飽海郡にあった村。

## 沿革
- 1922年（大正11年）6月1日 - 飽海郡稲田村、川行村が合併し、稲川村が発足[1]。
- 1951年（昭和26年）10月1日 - 一部を分離し飽海郡高瀬村に編入。
- 1954年（昭和29年）8月1日 - 飽海郡遊佐町、西遊佐村、蕨岡村、高瀬村、吹浦村と合併し、遊佐町を新設して消滅。